# Johannes Roth (Politiker, 1812)

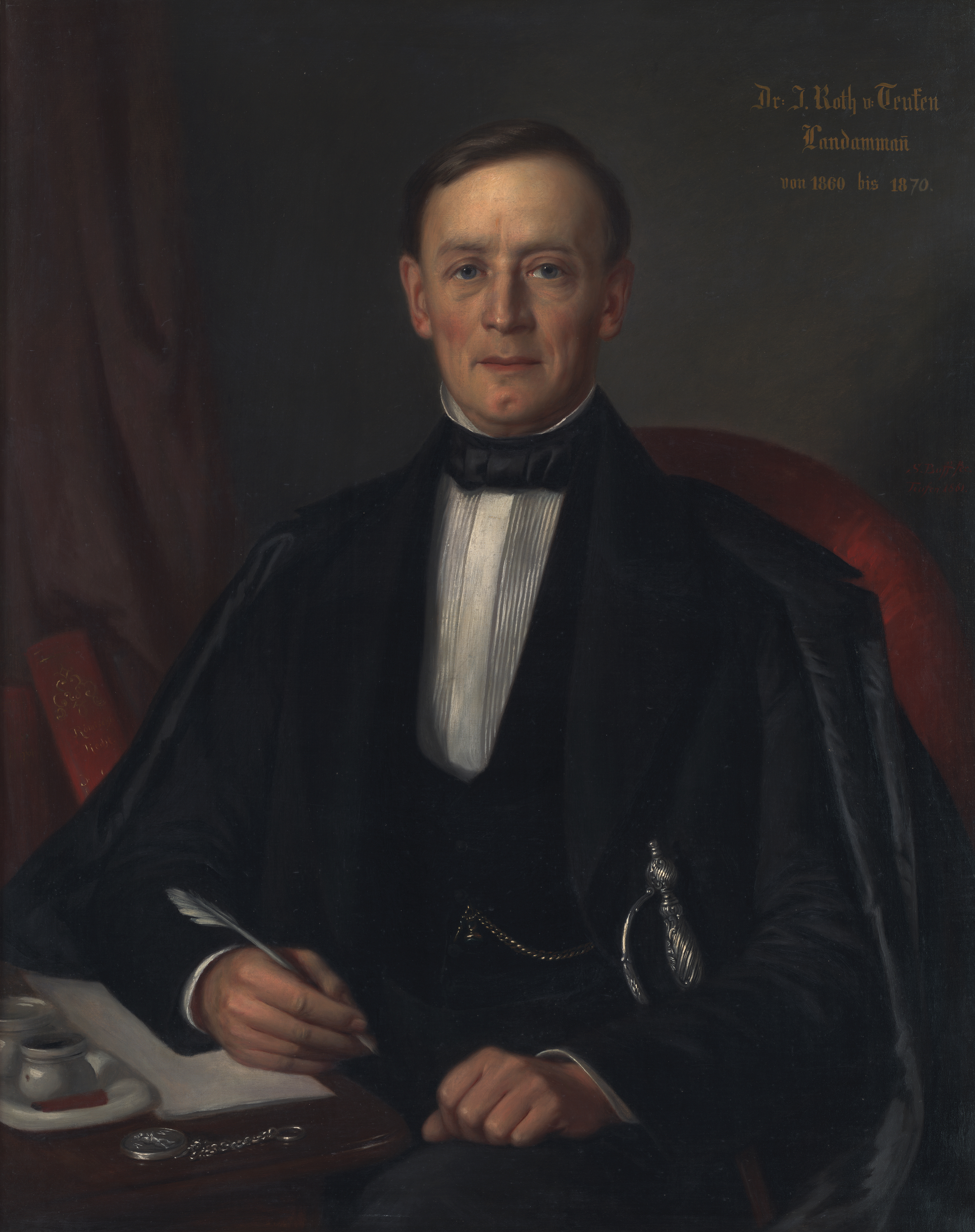
Johannes Roth, Landammann von Appenzell Ausserrhoden, Gemälde von Sebastian Buff (1861)

Johannes Roth (* 6. März 1812 in Teufen; † 27. Dezember 1870 ebenda; heimatberechtigt in Teufen) war ein Schweizer Gemeindepräsident, Mitglied und Präsident des Kleinen Rats, Landammann, Tagsatzungsgesandter, Ständerat und Nationalrat aus dem Kanton Appenzell Ausserrhoden.

## Leben
Johannes Roth war ein Sohn von Daniel Roth, Landwirt, Textilfabrikant und Textilkaufmann sowie Ratsherr, und der Elsbeth Zuberbühler. Er war ein Schwager von Johann Georg Nef. Im Jahr 1834 heiratete er Emilie Schiess, Tochter von Johannes Schiess. Von 1824 bis 1826 besuchte er ein Privatinstitut in Hemberg und ab 1826 bis 1829 in St. Gallen. Von 1829 bis 1832 war er am Collegium humanitatis in Zürich. In den Jahren 1832 bis 1834 studierte er Rechtswissenschaften in Berlin. Von 1837 bis 1839 amtierte er als Ratsherr und Landrat. Ab 1839 bis 1843 präsidierte er den Kleinen Rat. Von 1843 bis 1844 und ab 1845 bis 1848 war er Gemeindehauptmann und Landrat. Von 1844 bis 1870 stand er dem kantonalen Verhöramt als Präsident vor. In den Jahren 1844 bis 1845 hatte er das Amt des Ausserrhoder Landeshauptmanns inne. Nach einem Besuch von Johann Caspar Bluntschli wurde er fälschlicherweise als Jesuit verschrien und abgewählt. Von 1848 bis 1853 amtierte er Landesseckelmeister und von 1853 bis 1860 als Landesstatthalter. Von 1860 bis 1870 versah er das Amt des Landammanns. Im Jahr 1848 war er Tagsatzungsgesandter. Von 1849 bis 1859 sowie ab 1868 bis 1870 amtierte er als freisinniger Ständerat. Von 1859 bis 1866 sass er im Nationalrat. Roth vergab hohe Beiträge an öffentliche Bauwerke in Teufen und förderte die Musik. 1862 erhielt er die Ehrendoktorwürde der Universität Zürich.